# Jonny Buckland
Jonathan Mark Buckland (Islington, Londres, Inglaterra, 15 de septiembre de 1977), conocido también como Jonny Buckland, es un músico y compositor británico. Es el guitarrista principal y cofundador de la banda de rock Coldplay. Se crio en Pantymwyn y comenzó a tocar la guitarra a temprana edad, inspirado por grupos como My Bloody Valentine, Stone Roses y U2. Sus composiciones se caracterizan por ser simples y delicadas, con el uso de retardos y slide bars que producen un timbre similar al de The Edge. Aunque no es el corista principal, participó en canciones como «Don't Panic» y «Adventure of a Lifetime». 
Buckland tiene una licenciatura en astronomía y matemáticas por la University College de Londres, donde formó Coldplay junto con Chris Martin, Guy Berryman y Will Champion. Empezaron a escribir juntos en 1997; en noviembre se les unió Berryman. El grupo, inicialmente llamado Big Fat Noises, completó su formación con la incorporación de Champion en 1998. En 1999, la banda firmó con Parlophone y alcanzó fama mundial con Parachutes (2000) y su música posterior. Ha ganado siete premios Grammy y nueve premios Brit. Con más de 100 millones de álbumes vendidos en todo el mundo, el grupo es considerado el más exitoso del siglo XXI.
Además de su carrera musical, apareció en la película Shaun of the Dead (2004), dirigida por Edgar Wright. También participó en el álbum Slideling de Ian McCulloch (2003) y colaboró en la canción «Beach Chair» para el álbum Kingdom Come de Jay-Z (2006). Es inversor en restaurantes y apoya la revista Noble Rot. En 2019, participó con Jodie Whittaker y Will Champion en una versión de «Yellow» para el álbum Children in Need de la BBC.
A lo largo de los años ha utilizado guitarras especializadas, como una Fender Telecaster de 1972. También ha tocado con modelos como la Jazzmaster, Jaguar y la Gibson ES-335, esta última empleada durante la grabación de A Rush of Blood to the Head (2002). Su equipo incluye amplificadores Fender Hot Rod DeVille y una variedad de pedales, entre ellos el Fulltone OCD, el Electro-Harmonix Micro POG, el Ibanez TS9 Tube Screamer y el Pro Co RAT, además de efectos como reverberación y trémolo. Uno de sus riffs preferidos es el de la canción «Hurts Like Heaven». 
Buckland es seguidor del Tottenham Hotspur. Durante un tiempo fue vegetariano, pero abandonó esta dieta tras un viaje a Japón, al descubrir que disfrutaba la carne. En 2009 contrajo matrimonio con la diseñadora de joyas Chloe Lee-Evans, con quien tiene dos hijos. Residen en el barrio londinense de Belsize Park y poseen propiedades en Manhattan, Nueva York. Es padrino de Apple, hija de Martin, junto con el actor Simon Pegg. Fuera de la música, ha mencionado que su pasatiempo favorito es la lectura. Su hermano Tim fundó la banda The Domino State, que teloneó a Coldplay durante el Viva la Vida Tour. Además, una fotografía de la orquesta que lideró su bisabuelo sirvió de inspiración para la estética del álbum Everyday Life (2019).

## Biografía

### Primeros años

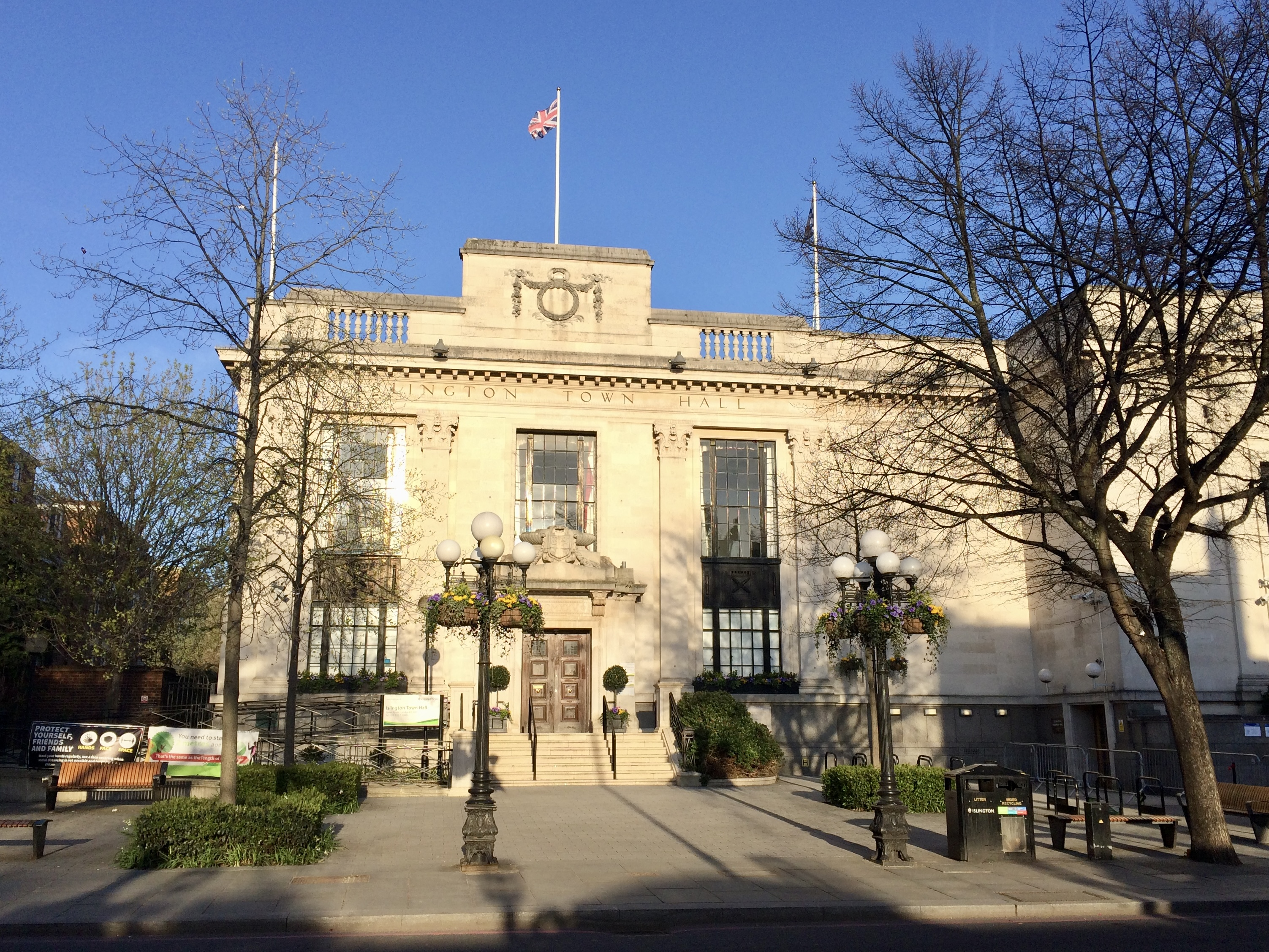
Islington, Londres, lugar de nacimiento de Buckland.

Jonathan Mark Buckland nació el 11 de septiembre de 1977 en Islington, Londres, Inglaterra. Segundo hijo de John Buckland, ex profesor, y su esposa Joy. A los cuatro años, su familia se mudó a Pantymwyn, Flintshire, Gales. Estudió en Ysgol y Waun, donde aprendió los conceptos básicos de la guitarra. Otras actividades incluyeron fútbol, rugby y participación en obras de teatro. El equipo deportivo de Buckland ganó el Trofeo Ron Bishop durante su quinto año. Sus estudios continuaron en la Alun School, donde tomó lecciones de música de nivel A. La ex profesora Margaret Parr destacó su talento particular para la composición. En su juventud, escuchó discos de Jimi Hendrix y Eric Clapton que poseían sus padres. Su hermano Tim lo animó a adquirir más experiencia con la guitarra, le compartió obras de George Harrison, My Bloody Valentine, Ride, Sonic Youth, The Stone Roses y U2. El álbum debut del primero es lo que motivó a Buckland a elegir su instrumento, aunque los primeros acordes que aprendió fueron de «Kinky Afro» (1990) de Happy Mondays.
Tomó lecciones de piano cuando tenía siete años, pero no las disfrutaba. A los 10 años, el guitarrista formó parte de un grupo de rap y experimentó con música por computadora, creando ritmos con ladridos de perros. En 2008, Buckland mencionó que se unió a los Scouts cuando tenía 11 años y que todavía le gustaba el uniforme. Además, el artista afirmó que una noche, mientras sus amigos tocaban en un campo, una oveja enojada lo atacó varias veces. Esa experiencia le llevó a evitar usar lana y comer cordero desde entonces. En 2019, recordó que aceptó un trabajo temporal en el Daily Post, tomando fotos de casas en venta que publicaron en el periódico. Continuó su formación en la University College de Londres, donde obtuvo una licenciatura en astronomía y matemáticas y formó Coldplay con Chris Martin, Guy Berryman y Will Champion.

## Carrera

### Coldplay

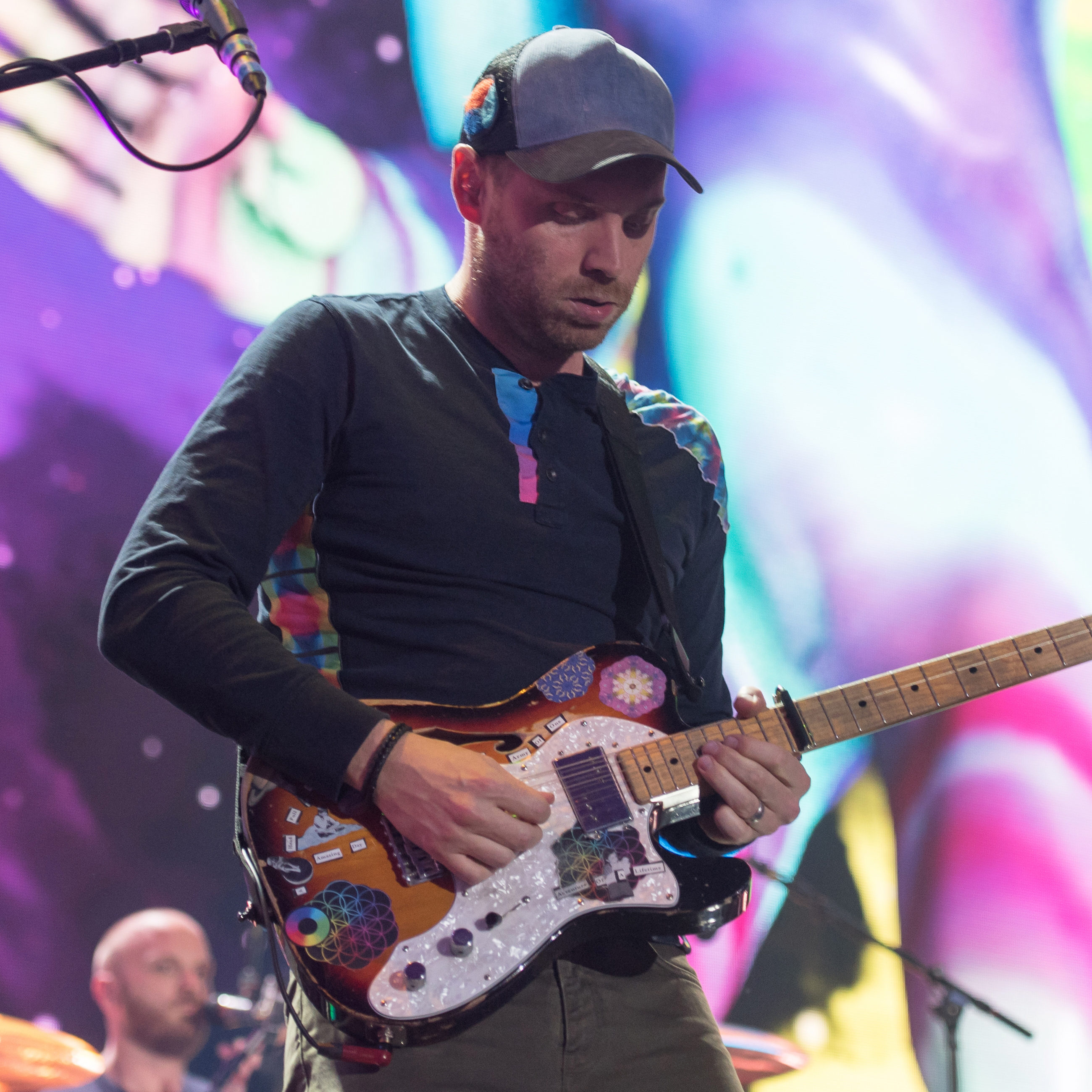
Buckland tocando la guitarra durante el Global Citizen Festival en 2017. Cada álbum de la banda incluye una nueva identidad visual cuando se promociona.

Con Martin, Buckland fundó Coldplay; se conocieron durante la semana de orientación de la UCL en 1996. Ambos vivieron en el Ramsay Hall de la universidad, donde según Champion, «había muchos músicos y presumidos», pero Jonny no era así, agregó además que «el mejor guitarrista de todos nosotros era el que tenía su guitarra guardada y nunca se jactaba de su habilidad para tocar». Martin afirmó que conocerlo fue «como enamorarse». En 1997, empezaron a practicar y componer juntos. Berryman ya se había unido a ellos en noviembre de ese año, y el trío pasó a llamarse Big Fat Noises. Champion completó la formación en 1998.
Champion descartó el nombre anterior cuando programó su presentación debut en vivo en The Laurel Tree solo unos días después de unirse a ellos, y eligieron Starfish «en un momento de pánico». Se considera a Buckland tranquilo, amigable, modesto y «el búho sabio» del grupo. Durante una entrevista, Martin comentó que pasó «toda su vida intentando sacarlo de las sombras, porque sé que es un héroe de la guitarra, al menos para mí». Ensayaban en su dormitorio, cerca de vecinos tolerantes al ruido. En 2019, afirmaron que el artista suele ser el primero en desaprobar o dar su opinión sobre las ideas iniciales de las canciones de Martin, aunque inició temas como «Adventure of a Lifetime», que se lanzó como el primer sencillo de su séptimo álbum A Head Full of Dreams (2015). A pesar de no ser el corista principal, participa en muchas canciones y proporcionó la voz principal en «Don't Panic», la canción de apertura de Parachutes (2000).

### Otros proyectos
Buckland participó en el tercer álbum de Ian McCulloch, Slideling (2003), con la guitarra en «Sliding» y «Arthur». En 2004, hizo un cameo en la película de comedia de terror Shaun of the Dead junto a Martin.Grabaron «Beach Chair» para el álbum Kingdom Come de Jay-Z (2006), y aparecieron en Slashed (2010), una película de terror independiente dirigida por la banda norirlandesa Ash. Apoya la revista de comida y vinos Noble Rot y invirtió en restaurantes que llevan su nombre. En octubre de 2019, el guitarrista colaboró con Jodie Whittaker en su versión de «Yellow» para el álbum Children in Need de la BBC junto con Champion.

## Arte

### Estilo y equipo musical
Buckland utiliza una Fender 72' Telecaster Thinline, que se sabe que tiene un sonido más completo en comparación con los modelos habituales. Ocasionalmente también se le ve con guitarras Jazzmaster, Jaguar y Gibson ES-335; usaron esta última cuando grabaron A Rush of Blood to the Head (2002). Si bien tiene dos amplificadores Fender Hot Rod DeVille, algunos informes contradicen si son la versión 2x12 o 4x10. Sus pedales incluyen el Fulltone OCD, que usa para realce; el Electro-Harmonix Micro POG, Pro Co RAT (modelo vintage) y el Ibanez TS9 Tube Screamer, que combina para distorsión; el BOSS RV-3 para reverberación; y el BOSS TR-2 para trémolo. También hace un uso extensivo del pedal Line 6 DL4, mientras que un modelo MXR Phase 90 se puede escuchar en «Fix You». Su riff de guitarra favorito es «Hurts Like Heaven».

### Influencias

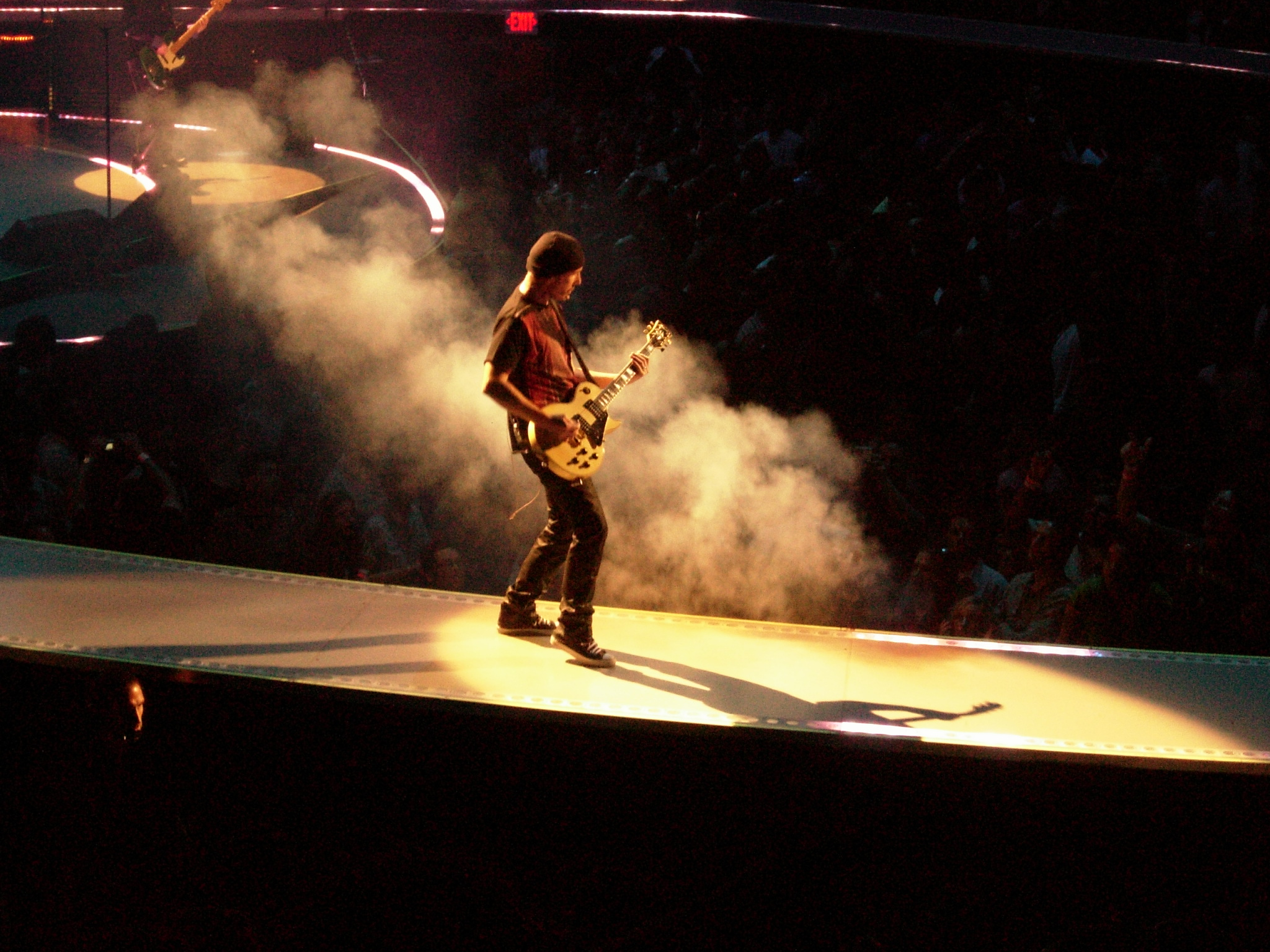
El uso de la guitarra provocó comparaciones con The Edge, guitarrista de U2.

Reconocido por sus arreglos sencillos y delicados, Buckland afirmó: «Nunca me interesaron los solos. Siempre me atrajeron más las atmósferas. Al escuchar bandas como Mercury Rev, My Bloody Valentine o incluso The Verve, me fijaba en cómo tocaban sus guitarristas. No tengo nada de Van Halen en mí». Usa el bottleneck con un timbre estilístico y resonante, lo que llevó a comparaciones con The Edge, quien comentó durante una entrevista en Glastonbury que «Jonny es una inspiración para los guitarristas de todo el mundo, estoy orgulloso de saber que fui una de sus principales influencias. Me hace sentir como una verdadera estrella de rock». En 2020, compartió en redes sociales, listas de reproducción con algunas de sus canciones y artistas favoritos de cada década, incluidos Velvet Underground, Carole King, Joy Division, Talking Heads, Kate Bush, Donna Summer, Björk, Beastie Boys y varios otros.

## Vida personal
Según The Times, su riqueza se estimó en 113 millones de libras esterlinas en mayo de 2022. Ha sido seguidor del Tottenham Hotspur desde siempre. Fue vegetariano durante algunos años, pero abandonó esta dieta durante un viaje a Japón, cuando no pudo comunicarse con los camareros y le sirvieron carne de res. Descubrió que «realmente le gustaba». Sin embargo, todavía practica los «lunes sin carne» con sus compañeros de banda. En 2007, su hermano mayor Tim fundó la banda The Domino State, que abrió para Coldplay en el Viva la Vida Tour (2008-2010).
En una entrevista para BBC Radio 2, mencionó que su actividad favorita fuera de la música es leer libros. Entre finales de la década de 1910 y principios de 1920, su bisabuelo formó la banda Vic Buckland's Dance Orchestra, y usaron una fotografía de ellos como inspiración para la portada y estética vintage que se ve en Everyday Life (2019).

### Relaciones
En noviembre de 2009 contrajo matrimonio con la diseñadora de joyas Chloe Lee-Evans, con quien tiene dos hijos: Violet, nacida en 2007, y Jonah, nacido en 2011. Viven en el área de Belsize Park de Camden, Londres, y poseen dos apartamentos en Manhattan, Nueva York. Compró su primer apartamento por 3,4 millones de dólares en 2008 y el segundo por 4,5 millones en 2016. Es el padrino de la hija de Martin, Apple, junto con el actor inglés Simon Pegg.

## Discografía
Con Coldplay
- Parachutes (2000)
- A Rush of Blood to the Head (2002)
- X&Y (2005)
- Viva la Vida or Death and All His Friends (2008)
- Mylo Xyloto (2011)
- Ghost Stories (2014)
- A Head Full of Dreams (2015)
- Everyday Life (2019)
- Music of the Spheres (2021)
- Moon Music (2024)